# Pakistanische Schulbuchkontroverse
Unter dem Begriff Schulbuchkontroverse wird eine Reihe öffentlicher Auseinandersetzungen in Pakistan über die richtige Darstellung der pakistanischen Geschichte in staatlich genehmigten Schulbüchern zusammengefasst. Der Inhalt der offiziellen Lehrbücher wurde von verschiedenen Seiten, auch innerhalb Pakistans, kritisiert und es wird den Autoren vorgeworfen, dass sie religiöse Intoleranz und Indophobie fördern würden.

## Hintergrund und Kritik
Während der Militärdiktatur unter General Muhammad Zia-ul-Haq wurde ein Programm der Islamisierung der Gesellschaft und des Staates, einschließlich des Bildungssystems, begonnenen. General Zia erklärt, dass das Ziel seiner Bildungspolitik darin bestehe, dass „die höchste Priorität für die Revision der Curricula gegeben werden soll, um den gesamten Inhalt der Curricula islamkonform umzugestalten, um die islamischen Dogmen zu reorganisieren und der Bildung eine ideologische Orientierung zu geben, damit die islamische Ideologie das Denken der jüngeren Generation durchdringt“.
Es wird kritisiert, dass besonders seit den 1970er Jahren der Geschichtsrevisionismus in pakistanischen Schullehrbüchern den Hass gegen Indien, Hindus und Nicht-Muslime propagiert.
In einem 1995 erschienenen Artikel im International Journal of Middle East Studies erklärte der Historiker Ayesha Jalal: „Pakistans Geschichtslehrbücher gehören zu den besten verfügbaren Quellen die den Nexus zwischen Macht und Bigotterie“ in Geschichtsbüchern aufzeigen. Durch die Propagierung von Konzepten wie dem Dschihad, der Minderwertigkeit von Nichtmuslimen und der Feindschaft zwischen Indien und Pakistan fördern die von allen staatlichen Schulen benutzten Lehrbuchpublikationen eine obskurantistische Denkweise. Die Lehrbücher ignorieren die vorislamische Geschichte Pakistans, außer um die vedischen Hindus und den Hinduismus zu kritisieren.
Ein anderer bekannter pakistanischer Historiker Khursheed Kamal Aziz hat in ähnlicher Weise die Lehrbücher kritisiert. Er stellte fest, dass Lehrbücher voller historischer Fehler waren und „vorgeschriebene Mythen“ propagieren. Nach der Analyse von 66 Lehrbüchern, die auf verschiedenen Studienstufen verwendet wurden, argumentierte Aziz, dass die Lehrbücher die Militärdiktatur in Pakistan unterstützen, den Hass gegen Hindus fördern, Kriege verherrlichen und die prä-islamische Geschichte Pakistans verfälschen.